# NGC 6702
NGC 6702 је елиптична галаксија у сазвежђу Лира која се налази на NGC листи објеката дубоког неба.
Деклинација објекта је + 45° 42' 22" а ректасцензија 18h 46m 57,6s. Привидна величина (магнитуда) објекта NGC 6702 износи 12,3 а фотографска магнитуда 13,3. Налази се на удаљености од 51,791 милиона парсека од Сунца. NGC 6702 је још познат и под ознакама UGC 11354, MCG 8-34-19, CGCG 255-13, PGC 62395.